# Me'ir Šamgar
Me'ir Šamgar (hebrejsky מאיר שמגר‎, rodným jménem Me'ir Sternberg; 13. srpna 1925 – 18. října 2019) byl izraelský právník a generál. V letech 1961 až 1968 zastával funkci izraelského generálního vojenského prokurátora, následně v letech 1968 až 1975 generálního prokurátora a nakonec v letech 1983 až 1995 předsedy Nejvyššího soudu.

## Biografie
Narodil se ve Svobodném městě Gdaňsk (dnešní Gdaňsk v Polsku) do rodiny Eliezera a Diny Sternbergových. V roce 1939 podnikl aliju do britské mandátní Palestiny. Studoval historii a filosofii na Hebrejské univerzitě v Jeruzalémě a právo na Government Law School při Londýnské univerzitě. Část svého studia práv absolvoval korespondenčně, když byl internován britskou správou v Africe. Sloužil v řadách Izraelských obranných sil, kde dosáhl hodnosti brigádního generála.
V roce 1994 předsedal vyšetřovací komisi, která prošetřovala masakr v Jeskyni patriarchů a v roce 1996 komisi, která prošetřovala atentát na premiéra Jicchaka Rabina.

## Ocenění
V roce 1996 mu byla za jeho přínos společnosti a Státu Izrael udělena Izraelská cena. Weizmannův institut věd mu udělil čestný doktorát. V roce 2005 byl v internetové soutěži 200 největších Izraelců zvolen 99. největším Izraelcem všech dob.